# Ксенія Миличевич

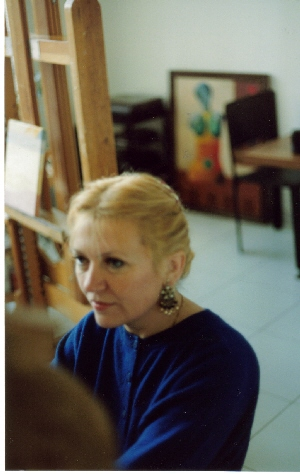
Ксенія Мілічевіч у 1990 році.

Ксенія Миличевич  (фр. Ksenia Milicevic; нар. 15 вересня 1942, Дринич, Боснія і Герцеговина) — французька художниця.

## Біографія
Ксенія Миличевич народилася в 1942 році в місті Дриніч у Боснії і Герцеговині.
Її мати народилася в американському місті Лакваванна (штат Нью-Йорк), а батько — в Чорногорії. Обидвоє під час другої світової війни були партизанами. Після четвертого антипартизанського наступу з січня по квітень 1943 року та п'ятого, з травня по червень 1943 року, в південно-східній Боснії та на півночі Чорногорії Ксенія залишилася з бабусею та дідусем у Чорногорії.
Після війни батьки Ксенії вступили на дипломатичну службу і вона проживала з ними в Софії і Празі. Тут вона зацікавилася архітектурою, мозаїкою, фресками та картинами в старих монастирях. Її батько, який був письменником і художником, подарував їй олійні фарби. У п'ятнадцять років Ксенія написала свою першу картину.
Повернувшись до Белграду, Ксенія закінчила середню школу. Потім навчалася один рік в інженерному університеті. А в 1962 році 19-річна Ксенія переїхала до Алжиру. Там вона вивчала архітектуру в Школі архітектури та урбанізму в Інституті урбанізму. Весь свій вільний час Ксенія проводила в класі живопису в школі витончених мистецтв, розташованої в тому ж будинку, де знаходився інститут. Зацікавлена італійським Відродженням, вона подорожувала до Італії в 1965 році, щоб побачити великих Майстрів. Вона закінчила вищий навчальний заклад у 1968 році і протягом року працювала в ECOTEC в команді видатного бразильського архітектора Оскара Німейєра.
У 1966 році Ксенія переїхала до міста Сан-Мігель-де-Тукуман на півночі Аргентини, щоб працювати архітектором. В Тукумані вона почала відвідувати художню школу Національного університету, яку закінчила в 1976 році.

## Творчість
Перша виставка картин Ксенії Миличевич відбулася в Тукумані в 1970 році. Після проживання у Франції, Іспанії та Мексиці, Ксенія постійно проживала у Франції з 1987 року. У 1989 році художниця відкрила майстерню в Бато-Лавуар на Монмартрі. З 1976 року вона весь свій час присвячує живопису. У неї було 120 персональних і групових виставок по всьому світу.
У 2011 році в Сент-Фражу, Верхня Гаррона, Франція, відкрили музей, в якому розміщені 30 картин Ксенії Миличевич у постійній експозиції. У 2012 році Ксенія Мілічевич організувала Міжнародну бієнале дитячого живопису. У 2014 році художниця заснувала рух Арт СтійкостіУ 2012 році Ксенія Мілічевич організувала Міжнародну бієнале дитячого живопису, а в 2015 році — Міжнародну виставку Art Resilience. У травні 2016 року Ксенія Мілічевич брала участь в Євро-Середземноморському конгресі — Марсель: стійкість у світі живих, під головуванням Бориса Кірульника.

## Галерея

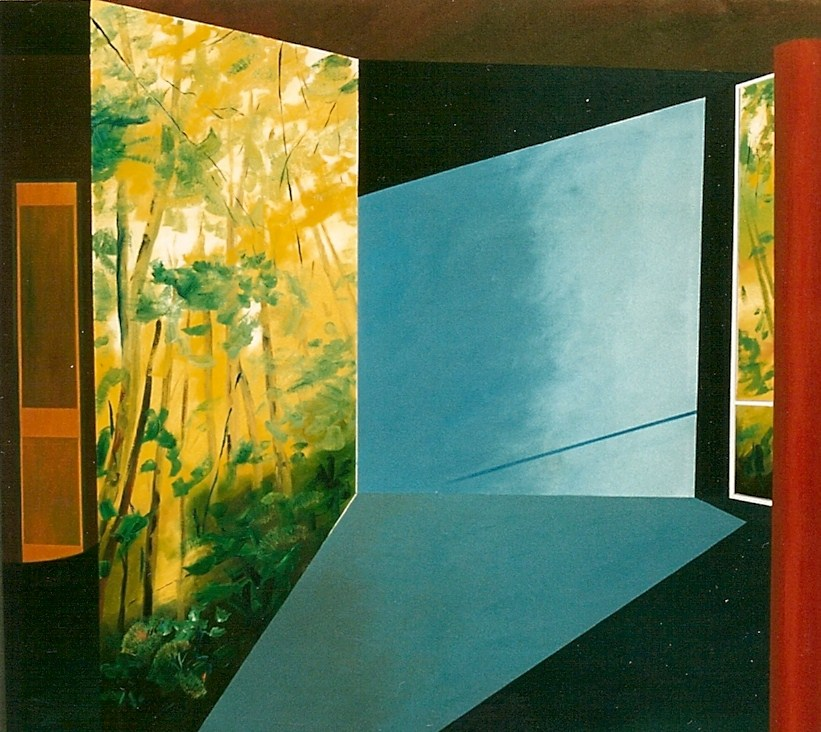
Блідий і чистий жовтневий ніжний блакитний колір, 1998
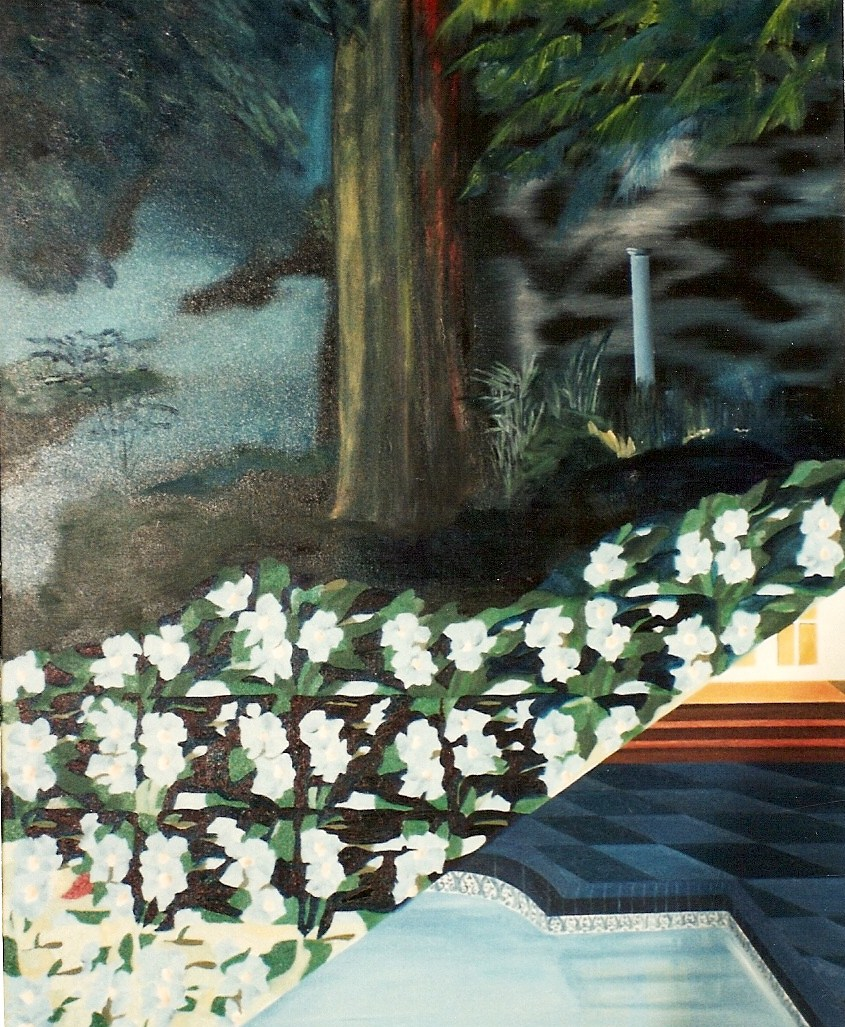
Той, хто приходить після, 1996
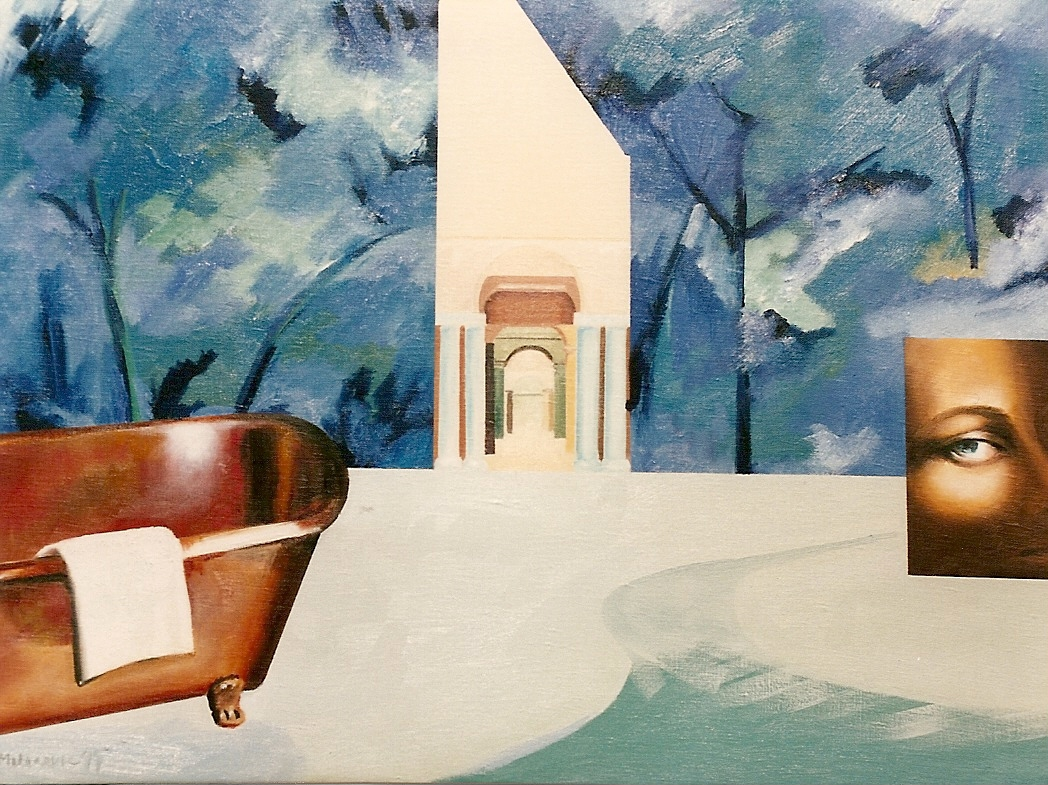
Зимова подорож, 1996
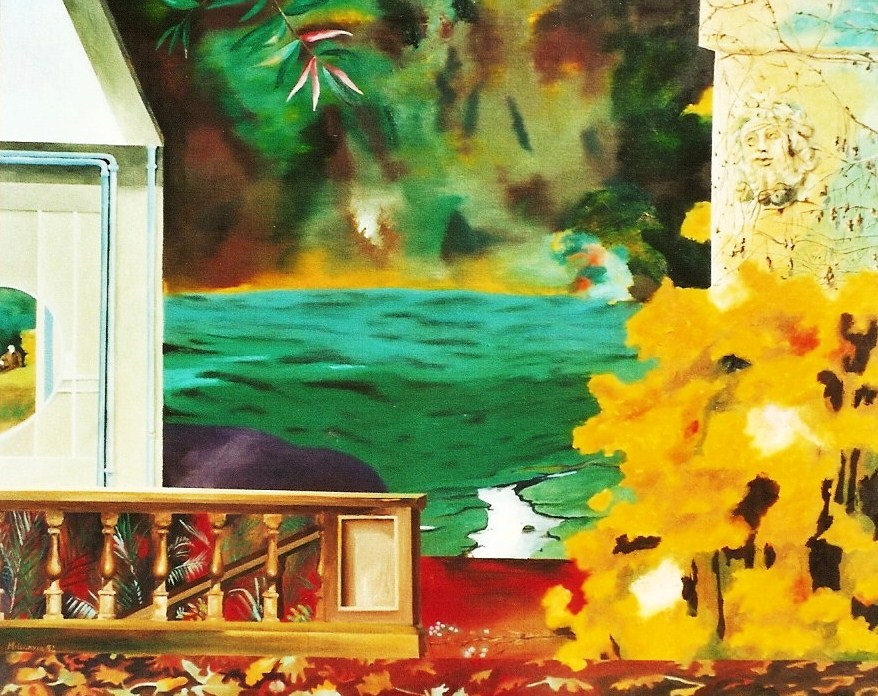
Полуденна тиша 1993

### Вибрані виставки
- 2024 Галерея CepaФiнa, Meндe, Франція
- 2023 Музей Kapлoc V°, Гpaнaдa, Шпaнія
- 2017 удожній форум, Aurignac, Haute Garonne
- 2016 Євро-середземноморський конгрес, Відомчий архів Буш-дю-Рона — Марсель — Франція
- 2014 Церква Монтеск'є. Монтеск'є — Франція
- 2011 Відкриття Постійної колекції. Музей живопису Сен-Фражу — Франція
- 2005 Данина Альберто Магнеллі. Музей Маріо Маріні Пістоя — Італія
- 2005 Етруський музей. Сієна — Італія
- 2005 Consiglio Regionae. Фіренце — Італія
- 2005 Музей Клужа. Румунія
- 1998 Мексиканський культурний центр. Бразилія — Бразилія[14]
- 1997 Виставковий центр. Женева — Швейцарія
- 1995 Галерея № 20: Образотворче мистецтво. Париж — Франція[15]
- 1995 Французький культурний центр. Осло — Норвегія
- 1986 Французький інститут Латинської Америки. Мехіко — Мексика[16]
- 1984 Палац конгресів. Брюссель — Бельгія
- 1983 Фестиваль графічного мистецтва. Осака — Японія
- 1983 18 французьких художників, Музей сучасного мистецтва Тамайо. Мехіко — Мехіко[17].
- 1982 Галерея Місрачі. Мехіко — Мехіко
- 1981 Музей сучасного мистецтва. Мадрид — Іспанія
- 1980 18° Міжнародна виставка Джоан Міро. Барселона — Іспанія
- 1976 Театр восьмого. Ліон, Франція
- 1972 Галерея Ліролай. Буенос-Айрес — Аргентина
- 1970 Університетська галерея. Тукуман — Аргентина

## Ілюстрації
- Donde Sayago termina…Fermoselle, Luis Cortez Vazquez, Dessins de Ksenia Milicevic, Gràficas Cervantes,04-1981,Salamanca[18].
- Arpéges, Pratique des langues étrangères, Illustrations de Ksenia Milicevic, 1990[19].
- Revista Plural,Muestra grafica de Ksenia Milicevic, n°135,12-1982, Mexico